# روشن عباس
روشن عباس (انگلیسی: Roshan Abbas؛ یک مجری، بازیگر، گوینده رادیو و کارگردان اهل هند است.
آماده، آرامش خاطر و همه خوب هستند از فیلم‌هایی است که او به عنوان بازیگر حضور داشته است.